# Black Rebel Motorcycle Club
Black Rebel Motorcycle Club es un grupo estadounidense de rock alternativo originario de San Francisco, California, ahora residentes en Los Ángeles.
El grupo originalmente estaba formado por Peter Hayes (voz, guitarra, armónica), Robert Levon Been (voz, bajo, guitarra) y Nick Jago (batería). Jago dejó la banda en 2008 y fue reemplazado por Leah Shapiro.
Editaron ocho álbumes de estudio: B.R.M.C. (2001), Take Them On, On Your Own (2003), Howl (2005), Baby 81 (2007), The Effects of 333 (2008), Beat the Devil's Tattoo (2010), Specter at the Feast (2013) y Wrong Creatures (2018), también editaron varios EPs, y álbumes en vivo.

## Historia
BRMC (siglas por las que también son conocidos) se formaron en 1998, tomando su nombre de la pandilla de moteros de la película de Marlon Brando de 1953: "The Wild One". Al principio se llamaban The Elements, pero al descubrir que había otro grupo con el mismo nombre decidieron cambiarlo a Black Rebel Motorcycle Club.
Been y Hayes se conocieron en la preparatoria en San Francisco y rápidamente formaron una banda, escribiendo canciones y tocando juntos. Al estar buscando un baterista, conocieron a Jago, nacido en Cornualles, Inglaterra, al poco tiempo de haberse mudado con sus padres a California.
Been utilizó el pseudónimo "Robert Turner" durante sus primeras dos grabaciones, en un intento por no ser vinculado con Michael Been, su aclamado padre y miembro del grupo The Call. Más tarde retomó su verdadero nombre.
Etiquetados dentro de la New Rock Revolution, nombre que utilizó la prensa musical entre 2001 y 2003 para grupos como The Strokes y Kings of Leon, decidieron separarse rápidamente de los demás, tanto musical como estéticamente. Su segundo álbum Take Them On, On Your Own, incluye canciones como "Generation" y "US Government" que atacan explícitamente a los Estados Unidos y en particular a George Bush.
Después de conflictos con su compañía discográfica, Virgin Records, su contrato fue rescindido en 2004. A finales de su gira de verano de ese mismo año, Nick Jago dejó la banda debido a "conflictos internos", que después fueron confirmados como problemas con la bebida y las drogas. Hayes y Been publicaron en la página web oficial de la banda que las puertas estaban abiertas para que él regresara en cuanto resolviera sus problemas. Después, ellos dos regresaron al estudio para grabar su tercer disco. Supuestamente, varias de las canciones contenidas en Howl fueron escritas mucho antes incluso de que el concepto de BRMC naciera.
En 2005, la banda firmó con Echo en el Reino Unido y RCA en EUA. Su tercer LP, Howl, salió también ese año y obtuvo muy buenas críticas. Jago reingresó al grupo el mismo año, después de que el álbum hubiera sido grabado, a excepción de la pista 7, "Promise", en la que él toca.
Baby 81, su cuarto álbum de estudio, fue lanzado por Island Records el 4 de mayo de 2007 en el Reino Unido y Europa, y el 5 de mayo por RCA en los Estados Unidos, presentando como primer sencillo Weapon of Choice, con un sonido más cercano a sus primeras producciones y colocando de nuevo a las guitarras eléctricas en primer plano -aunque sin olvidar del todo ciertas tonadas folk de su anterior álbum. Fue recibido positivamente por la crítica especializada.

## Estilo
Sus primeros dos trabajos están llenos de punk rock acelerado con influencias de Iggy Pop and The Stooges, Ramones, The Doors, Sex Pistols y bandas británicas como Spacemen 3, The Verve y especialmente The Jesus & Mary Chain. Sin embargo existían también canciones más lentas, psicodélicas y groovy influenciadas por grupos shoegaze como My Bloody Valentine y Ride.
Para su tercer álbum, desarrollaron un nuevo sonido que flota entre el blues, el folk, el gospel y el rock, conservando aún su vieja melancolía. En este disco, las labores vocales son compartidas entre Been y Hayes. Posibles influencias para esta etapa del grupo incluyen a la generación de poetas beat, particularmente Allen Ginsberg. Esto es evidente en el título Howl de su disco, que es a su vez el nombre del trabajo más celebrado de Ginsberg.
El cuarto álbum, Baby 81 presenta un sonido que regresa a la prístina propuesta de la banda pero fundamentado con la potencia emocional de su inmediato antecesor.

## Miembros
- Peter Hayes: guitarra, armónica, voz
- Robert Levon Been: bajo, guitarra, voz
- Leah Shapiro: batería (2008 hasta hoy)

### Miembros anteriores
- Nick Jago: batería (1998-2004, 2005-2008)
- Peter Salisbury: batería durante la gira de 2004.

## Discografía

### Álbumes
- B.R.M.C. (2001)
- Take Them On, On Your Own (2003)
- Howl (2005)
- Baby 81 (2007)
- The Effects of 333 (2008)
- Beat The Devil´s Tattoo (2010)
- Specter At The Feast (2013)
- Wrong Creatures (2018)
- Black Tape EP (2024)

### Sencillos
- "Red Eyes and Tears" (febrero de 2001)
- "Rifles" (marzo de 2001)
- "Whatever Happened to My Rock'N'Roll" (octubre de 2001)
- "Love Burns" (enero de 2002)
- "Spread Your Love" (mayo de 2002)
- "Stop" (agosto de 2003)
- "We're All in Love" (noviembre de 2003)
- "Ain't No Easy Way" (agosto de 2005)
- "Weight of the World" (2006)
- "Weapon of Choice" (2007)
- "Berlin" (2007)
- "Beat the Devil's Tattoo" (2010)
- "Conscience Killer" (2010)
- "Let The Day Begin" (2013)
- "Little Thing Gone Wild" (septiembre de 2017)
- "King Of Bones" (octubre de 2017)

### EP
- For Murder (1999).
- Screaming Gun (2001).
- Howl Sessions' (2005).
- American X (Baby 81 Sessions) (2008).